# Xyccarph myops
Xyccarph myops är en spindelart som beskrevs av Brignoli 1978. Xyccarph myops ingår i släktet Xyccarph och familjen dansspindlar. Inga underarter finns listade i Catalogue of Life.